# Perrigo
Perrigo ist der weltweit größte Hersteller von OTC-Arzneimitteln mit Sitz in Dublin. Er entstand 2005 durch die Fusion der israelischen Agis und der L. Perrigo Company. Das Unternehmen ist an der New York Stock Exchange und an der Tel Aviv Stock Exchange gelistet und in den Aktienindizes S&P 500 und TA-100 enthalten.

## Geschichte
Die L. Perrigo Company wurde 1887 in Allegan, Michigan, Vereinigten Staaten von Luther und Charles Perrigo, die einen Gemischtwarenladen führten gegründet.
1991 hatte Perrigo an der NASDAQ seinen Börsengang.
Am 9. Januar 2008 wurde Galpharm International das 1982 von Graham Leslie gegründete Pharmaunternehmen für 86 Millionen US-Dollar von Perrigo übernommen. Galpharma mit Sitz in Dodworth, Metropolitan Borough of Barnsley, England ist der größte Lieferant von rezeptfreien Medikamenten im Vereinigten Königreich und hatte 2004 bis 2012 die Namensrechte am Galpharm Stadium des englischen Fußballverein Huddersfield Town.
Im Juli 2013 geben Perrigo und Élan bekannt, dass Perrigo Elan für 8,6 Milliarden US-Dollar kauft. Nach der Übernahme verlegte Perrigo seinen Sitz von Allegan nach Dublin.
Im November 2014 wurde die Übernahme von Omega Pharma, die u. a. Nahrungsergänzungsmittel unter der Marke Abtei anbot, bekanntgegeben. Der Kaufpreis soll 3,6 Mrd. Euro betragen haben.
Im April 2015 kündigte der niederländische Konkurrent Mylan an, dass er Perrigo für 28,9 Milliarden US-Dollar übernehmen möchte, zog sein Angebot jedoch im November 2015 wieder zurück, weil ihm nur 40 Prozent der Perrigo-Aktien angeboten wurden.

## Perrigo Deutschland
Aus der vormaligen Omega Pharma entstand Ende 2023 Perrigo Deutschland, unter diesem Namen werden seit 2024 auch die früheren Marken Wartner, EllaOne, Granu Fink und Abtei vertrieben.